# Coccomyces castanopsidis
Coccomyces castanopsidis är en svampart som först beskrevs av Seaver, och fick sitt nu gällande namn av Sherwood 1980. Coccomyces castanopsidis ingår i släktet Coccomyces och familjen Rhytismataceae.   Inga underarter finns listade i Catalogue of Life.